# Jellingegade
Jellingegade er en gade beliggende på Østerbro i København. Gaden ligger mellem Koldinggade og Århusgade.

## Baggrund og navngivning
Gaden er opkaldt efter den jyske by Jelling. I modsætning til mange andre gader på Østerbro, som er opkaldt efter købstæder, bryder Jellingegade dette mønster ved at være navngivet efter en mindre historisk by. Jellingegade blev anlagt omkring 1905, samtidig med nabogaderne Brammingegade og Koldinggade.